# Романтичне кохання

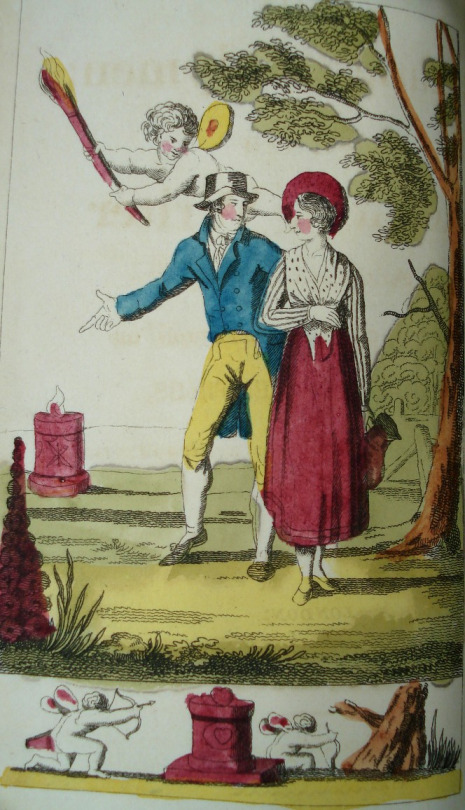

Романтичне кохання — одна із культурно-історичних форм любові, сенсом якої є створення пари на основі союзу двох людей. Виразне і приємне відчуття емоційного потягу до іншої людини, пов'язане з любов'ю.
У контексті романтичних відносин любові: вислів, що позначає силу кохання — глибоке й сильне емоційне бажання з'єднання із іншою людиною або тісно романтично. Термін «роман» бере свій початок з середньовічнього ідеалу лицарства, викладеного в романтичній літературі.